# Fanta (cầu thủ)
Rosilane Camargo Motta (sinh ngày 14 tháng 9 năm 1966), thường được gọi là Fanta, là cựu cầu thủ bóng đá người Brazil. Bà là một "Volante" (tiền vệ phòng ngự) cho đội tuyển bóng đá quốc gia nữ Brazil. Biệt hiệu của bà có nguồn gốc từ sự ưa dùng của bà với loại nước giải khát Fanta, một loại đồ uống có ga có vị cam, được sản xuất bởi Coca-Cola.
Fanta là một thành viên của câu lạc bộ EC Radar, đội đại diện đại diện cho Brazil tại Giải đấu Chào mời Bóng đá Nữ năm 1988 của FIFA ở Quảng Đông và đứng ở vị trí thứ ba.
Trong Giải vô địch bóng đá nữ thế giới 1991, Fanta chơi trọn vẹn 80 phút trong cả ba trận đấu với đồng đội của bà trong đội hình tuyển Brazil ra sân ở vòng đầu tiên.
Đội tuyển bóng đá nữ Brazil đã không chơi một trận đấu khác trong hơn ba năm, cho đến khi có nhà tài trợ là tinh bột ngô Maizena cho phép họ chơi trong giải vô địch bóng đá nữ Nam Mỹ năm 1995. Fanta, sau đó chơi bóng đá cho câu lạc bộ Vasco, được triệu tập lại cho đội. Trong Giải vô địch bóng đá nữ thế giới tiếp theo, Fanta có cơ hội thi đấu một lần nữa — lần này hơn ba trận đấu 90 phút - khi Brazil thực hiện một lối ra khỏi vòng bảng khác từ cuộc thi.
Trong Giải vô địch bóng đá nữ thế giới 1995, Anh từ bỏ vị trí của mình trong phần thi bóng đá nữ Thế vận hội Mùa hè 1996, Brazil đủ điều kiện và họ chọn Fanta tham gia thi đấu và kết quả là đội bóng này vào đến vòng bán kết. Brazil và Fanta cũng lọt vào vòng bán kết tại Giải vô địch bóng đá nữ thế giới 1999.